# José María Lavalle
Pour les articles homonymes, voir Lavalle.
José María Lavalle est un footballeur international péruvien, né le 21 avril 1902 à Lima et mort le 17 juillet 1984. Il jouait au poste d'attaquant à l'Alianza Lima avec lequel il remporta cinq titres de champion entre 1927 et 1933.
Il compte onze sélections en équipe du Pérou et dispute trois Copa América ainsi que la Coupe du monde 1930.

## Biographie
José María Lavalle commence le football au Sport Mantaro puis joue au Teniente Ruiz et au Sport José Gálvez. Il rejoint, en 1926, l'Alianza Lima. Surnommé La Sombra de Gestido en raison de sa couleur de peau, il est un des joueurs majeurs de l'équipe, qui elle-même est surnommée le Rodillo Negro en raison de son invincibilité et de la présence en son sein de plusieurs joueurs afro-péruviens,. Il met fin à sa carrière en 1939 avec six titres gagnés avec ses coéquipiers (voir palmarès).
Il connaît sa première sélection en équipe nationale en 1927 et compte onze sélections jusqu'en 1937, disputant les Championnats sud-américains de 1927, 1935 et 1937. Il est également sélectionné pour la Coupe du monde 1930 en Uruguay par l'entraîneur espagnol Francisco Bru, ancienne gloire du FC Barcelone. Son pays tombe dans le groupe C avec la Roumanie et le futur vainqueur et hôte, l'Uruguay.

## Palmarès
José María Lavalle remporte avec l'Alianza Lima, cinq titres de champion du Pérou en 1927, 1928, 1931, 1932 et 1933. Il termine également vice-champion en 1930, 1934 et 1937. Enfin, il remporte aussi le championnat de deuxième division en 1939.